# 菊泉流
- 菊泉流（きくせんりゅう）は、新舞踊（歌謡舞踊）の流派のひとつ。1973年（昭和48年）に、初代 菊泉寿三吉（本名 吉田代次郎）が創流した。二代目家元に現宗家 菊泉寿三皇が在籍したが、家元は「菊泉寿三吉」の名跡を継承するものとし、現在は二代目 菊泉寿三吉が三代目家元の座にある。

## 創流までの経緯
- 1950年（昭和25年） - 菊泉寿三吉（吉田代次郎）が花柳流の花柳徳兵衛に入門し、吉若会を名のる。
- 1959年（昭和34年） - 市山寿太郎に入門。市山寿恵（本名 松井スミ）と出会う。
- 1962年（昭和37年） - 市山寿恵に新舞踊の流派創設の話を持ちかける。
- 1963年（昭和38年） - 松井スミを家元にし、自らは会長となり、松井の「松」と吉若会の「若」をとって「松若流」を創流する[1]。その後、ビクター民研に所属し[2]、松若寿恵由[3]（松井スミ）は常任理事となり、この恩恵により西は関西、北は仙台へと発展する。
- 1971年（昭和46年） - 家元の松若寿恵由が仙台の講習先で49歳で急逝する。二代目家元を松井スミの娘（君子）に継がせ、一周忌追善供養大会の終了を持って吉田代次郎は松若流より身を引く。
- 1973年（昭和48年） - ビクター民研へそれまでのことを挨拶した折に、会長の波多一索[4]並びに理事長の山口秀之の奨めで別流派『菊泉流』創流の決意をする。

当初、舞踊の同志を集めて新流派創流の話をしたところ大賛成を得て『吉若流』が候補に上がったが、軍隊の近衛兵出身である吉田代次郎の意で『菊』の文字を用いたく、泉泰観に相談し『菊泉流』と名付け　昭和48年6月吉日に創流した。

## 菊泉流の歴史
菊泉流舞踊大会
- 1973年10月7日 - 菊泉流創立大会を江東区住吉にあった江東公会堂にて開催する。
- 1974年10月13日 - 昭和49年秋の大会を中央区銀座の中央会館にて開催する。第3回〜第11回大会まで江東公会堂にて開催する。
- 1984年10月27日 - 昭和59年 第12回大会より江戸川区の江戸川総合文化センター（大ホール）にて開催する（第34回大会まで。
- 2002年10月27日 - 菊泉流三十周年記念チャリティー舞踊大会を同会場にて開催する。
- 2003年10月19日 - 第31回大会に於いて二代目家元 菊泉寿三皇 の襲名式が執り行われる。
- 2004年10月24日 - 2003年11月に他界した初代宗家 家元 菊泉寿三吉 の追善舞踊大会を開催する。
- 2007年10月29日 - 第34回大会は同上施設の小ホールに場所を移して開催された。
- 2009年9月5日 - 第35回大会は稲毛サティー4階文化ホールにて開催する。
- 2010年9月4日 - 第36回大会も同会場にて開催する。
- 2012年11月24日 - 菊泉流四十周年記念舞踊大会を同会場にて開催する。

以降、舞踊大会の開催はない　
流舞
1976年(昭和52年) に 菊泉流の流舞として『菊の泉』を、家元 菊泉寿三吉（初代宗家）が構想し歌詞を創案。作詞：　　　作曲：　　　歌唱：　　　、　　秦録音室により制作された。以降、『菊の泉』名取資格の試験曲となり、11回舞踊大会から新名取が披露するようになる。B面は『菊泉音頭』で、第4回舞踊大会からオープニングとエンディングの総踊りとして披露している。